# Pierre Debeaux
Pierre Debeaux (19 juillet 1925 - 22 janvier 2001) est un architecte français originaire de Toulouse, dans le sud de la France, connu pour ses réalisations emblématiques telles que la caserne Jacques Vion à Toulouse (1966-1972), l'observatoire et le bâtiment interministériel du pic du Midi à Bagnères-de-Bigorre (1951-1966), et le monument à la gloire de la Résistance à Toulouse (1965-1971).
Il est considéré comme «l’architecte le plus inventif de sa génération laissant des œuvres exceptionnelles dans le domaine de l’habitat individuel», tel que la maison Pradier (1976-1977, Tarn).
Trois œuvres de l’architecte sont protégées au titre des monuments historiques : la Caserne Jacques Vion,, le Monument à la Gloire de la Résistance et la maison Pradier,.
Polymathe, passionné de physique moderne et de musique contemporaine, cet architecte est également féru de mathématiques. Pierre Debeaux s’engage pleinement dans la recherche et la création de structures auto-tendues statiques puis dynamiques. Artiste intransigeant et géomètre rigoureux, terrien et roman, Pierre Debeaux est habité par la passion du "maître d'œuvre médiéval".

## Biographie
Pierre Amédée Bernard Debeaux, est né le 19 juillet 1925 à Mazères-sur-Salat et mort le 22 janvier 2001 à Toulouse, dans le département de la Haute-Garonne.
Il est inscrit à l’Ordre des architectes le 21 septembre 1950 et prend sa retraite en 1985. De 1954 à 1972, il exerce au sein de l'Atelier des Architectes Associés qu’il cofonde. Il se consacre ensuite principalement à ses recherches sur les rapports harmoniques et les structures tridimensionnelles.
Entre 1966 et 1989, il dépose une série de brevets portant sur les structures tridimensionnelles en France, en Europe et aux USA. Ami proche du conservateur de musée Denis Milhau, Pierre Debeaux apporte entre 1965 et 1992 de nombreuses contributions artistiques et scientifiques au Musée des Augustins de Toulouse.
De son union avec sa compagne Élisabeth Cardo, Pierre Debeaux a une fille, Charlotte, née à Toulouse en 1985. Il habite principalement au 13ème étage de l’immeuble situé 2 bd d’Arcole à Toulouse, appartement en duplex avec le 14ème étage où est installé l'Atelier des Architectes Associés.
Voyageur érudit, Pierre Debeaux effectue plusieurs grands voyages à la rencontre de cultures et de patrimoines différents: Sibérie et Chine populaire (1966); Equateur, Pérou, Colombie, Brésil et Bolivie (1967 et 1971); Inde, Népal et Cachemire (1968); Mexique (1969); Sibérie et Japon (1970); Indonésie et Ceylan (1972); Turquie (1974). Ces voyages eurent une influence notamment orientale dans certaines de ses œuvres.

## Formation

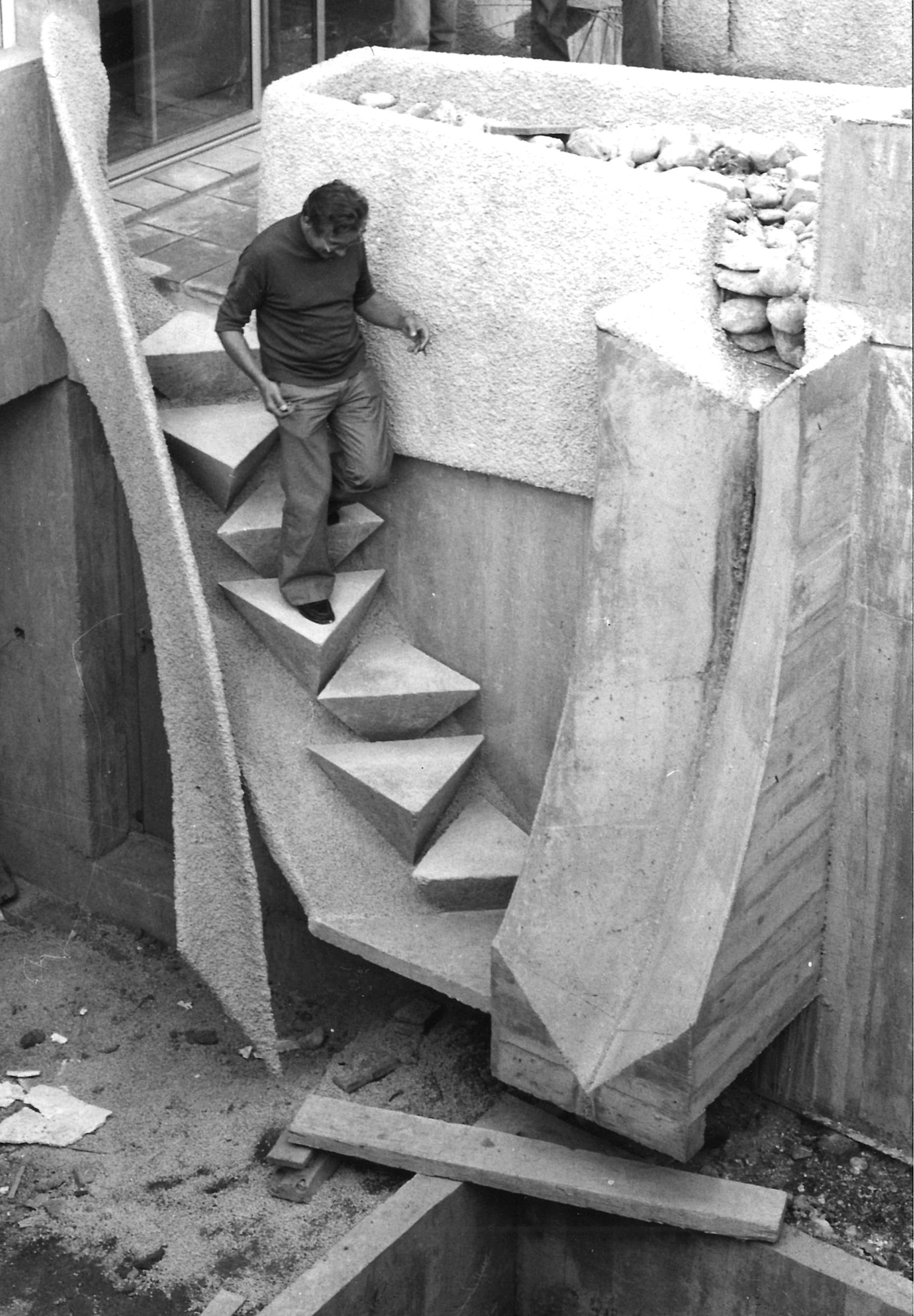
Pierre Debeaux sur le chantier de la villa Pradier, 1978

Pierre Debeaux poursuit ses études secondaires au lycée Pierre-de-Fermat à Toulouse de 1935 à 1943. En 1943, il est bachelier en mathématiques puis en philosophie. Au lycée Pierre-de-Fermat, il est élève en philosophie de Jean-Pierre Vernant. Il restera admirateur de l’hellénisme de Jean-Pierre Vernant et sera marqué par l’engagement de son professeur dans la Résistance.
En juin 1944, il est admis à l’École nationale des beaux-arts de Paris et intègre l’atelier Noël Le Maresquier - Paul de Noyers - Robert-Louis Valle, atelier extérieur à Toulouse. Avec Fabien Castaing et Roger Tassera, il fait partie d’un groupe d’étudiants dissidents qui s’opposent à l’enseignement académique. Il dessine à l’atelier de Charles Lemaresquier en 1947 et effectue son stage de fin d’études au service d’architecture de la ville de Toulouse sous la direction de Roger Brunerie. Pierre Debeaux obtient son diplôme d’architecte DPLG en juin 1950, avec un projet de forge d’outils agricoles, pour lequel il reçoit le prix du meilleur diplôme national.
Parallèlement à ses activités d'architecte, il enseigne l'architecture dans cette même école.

## Carrière
À partir de juillet 1951, et jusqu’en 1966, Pierre Debeaux dirige pour l’université de Toulouse les travaux d’extension de l’Observatoire du Pic du Midi de Bagnères-de-Bigorre puis pour les services de l’Etat, ceux de la construction du Bâtiment Interministériel du Pic du Midi. En 1977, il réalise encore la cheminée de ventilation du groupe électrogène, sculptée en surfaces réglées et gravée de son tracé régulateur.
Les contraintes de ces réalisations sont particulièrement exigeantes: des programmes contradictoires entre les exigences scientifiques et touristiques, une plateforme d’implantation exiguë, des conditions climatiques et géographiques extrêmes à 2877m d'altitude. Le projet du Pic du Midi est le premier chantier de Pierre Debeaux, âgé de 26 ans seulement quand il en prend la direction, isolé avec une équipe de bâtisseurs. Il forge dans cette expérience, dans un contexte quasi monacal et dans la tradition du maître d’œuvre médiéval, l’essentiel de son exercice du métier d’architecte, et prend la mesure de la relation de l’homme avec le cosmos. 
Pierre Debeaux crée, en 1954, l'Atelier des Architectes Associés (A.A.A.), avec les architectes Fabien Castaing, Michel Bescos, Alexandre Labat, Pierre Viatgé. Leur agence s'installe en 1979 au 14ème étage du 2 bd d'Arcole à Toulouse, dans l'immeuble dit "Immeuble Citroën" construit par eux en 1954. Unis par un esprit de compagnonnage, les associés partagent une vision moderne de l’architecture et une admiration pour Le Corbusier. Entre 1954 et 1972, l’agence réalise des projets d’influence corbuséenne.
En 1961, le maire Louis Bazerque lance le concours national d’urbanisme du Mirail, extension de la ville de Toulouse pour 100.000 habitants. L'Atelier des Architectes Associés se joint par affinité à l’agence de Paul Gardia et Maurice Zavagno pour répondre au concours du Mirail sous la désignation de Groupement régional d’architecture. Pierre Debeaux et Fabien Castaing organisent une rencontre avec Le Corbusier dans son atelier de la rue de Sèvres. Le projet du groupement devait permettre au Mirail de devenir une ville verticale dans un grand parc, en application des principes de la Chartes d’Athènes. Le Corbusier accepte de les parrainer. Le projet du groupement est cependant jugé hors concours.

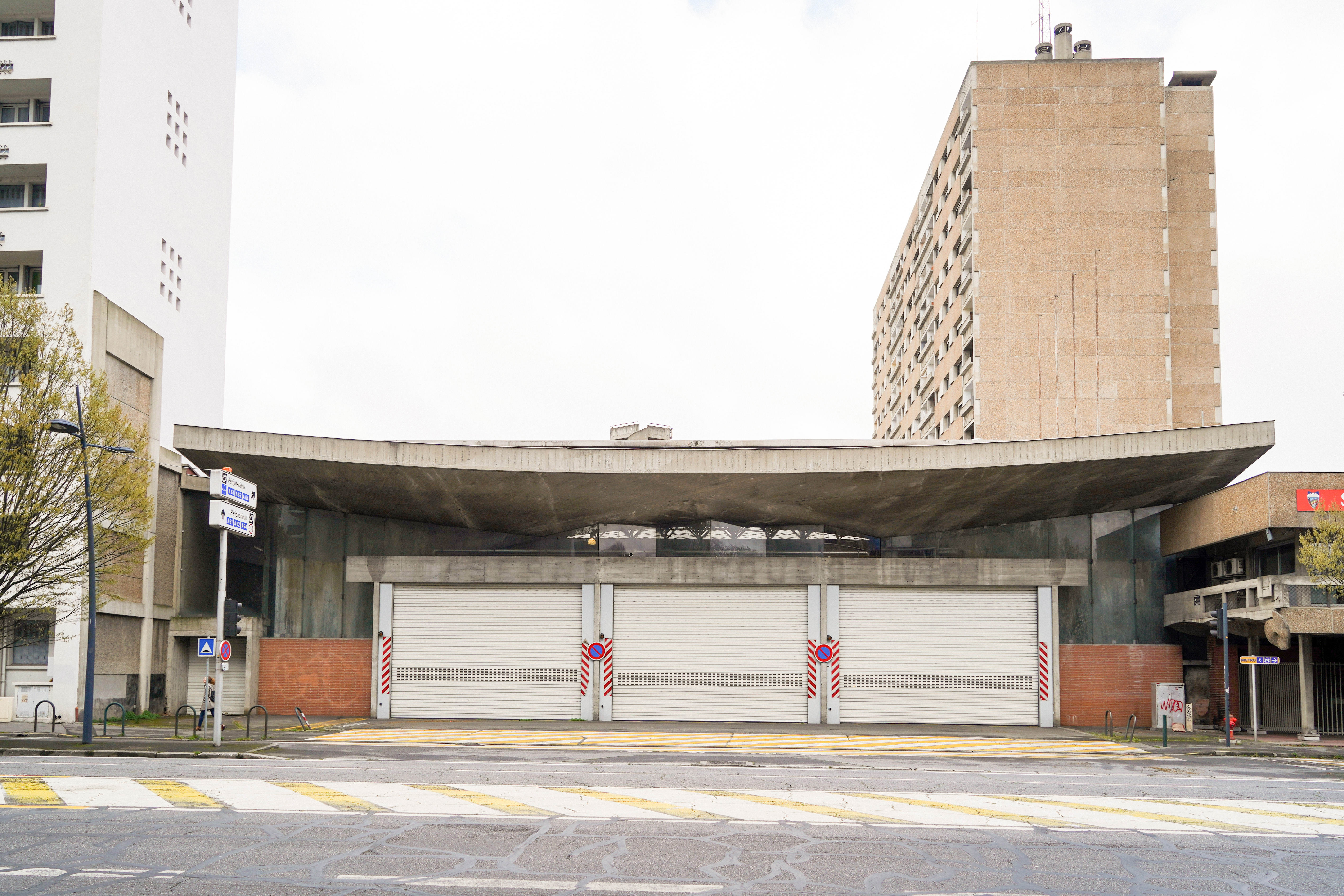
Caserne de pompiers Jacques Vion, façade principale

En 1964, Roger Brunerie, architecte en chef de la ville auprès duquel il effectua un stage, confie à Pierre Debeaux le projet de la Caserne Jacques Vion à Toulouse. La Caserne des Sapeurs-Pompiers et Centre Régional d'Instruction Jacques Vion est édifiée entre 1966 et 1972. La Caserne Jacques Vion constitue la synthèse architecturale et structurelle de l'architecte Pierre Debeaux, au sommet de sa carrière,.
Le travail de Pierre Debeaux au sein de l’Atelier des Architectes Associés est un travail solitaire et dissident. Tous les projets de Pierre Debeaux sont conçus, dessinés et exécutés par lui-même. Si les associés sont unis par un esprit créatif et une vision moderne de l’architecture, les personnalités de Debeaux et Castaing s’avèrent antinomiques. L’agence est dissoute en 1972.
En 1972, l'Atelier des Architectes Associés termine la réalisation de leur dernière œuvre commune, le Monument à la gloire de la Résistance, à Toulouse. Pour ce concours remporté en 1965, les 3A réalisent une synthèse des arts en associant au projet d’autres personnalités créatives: Roger Pagès pour la sculpture, Xavier Darrasse pour la musique et Hubert Benita pour les photographies. Pierre Debeaux réalise la Flèche du monument, également appelé le Signal, structure autoportante en application des structures tridimensionnelles dont il est l’inventeur.
Entre 1960 et 1978, Pierre Debeaux conçoit et réalise un ensemble de maisons individuelles, variations de thèmes récurrents: le toit jardin, la continuité spatiale dans un mouvement réglé en hélice, la recherche de rapports et proportions harmoniques, et l’exploitation créative des qualités plastique et structurelle du béton. Se mêlant à la végétation, les maisons de Pierre Debeaux conjuguent austérité à l’extérieur et complexité à l’intérieur.
La maison Pradier (1974-1978) à Lavaur est la dernière maison réalisée par Pierre Debeaux et constitue une synthèse de son œuvre architecturale, à l’instar de la Caserne Jacques Vion. Pour cette réalisation, l’architecte est lauréat en 1981 du concours «Beau Béton» de l’Académie d’Architecture. La maison Pradier est protégée au titre des Monuments Historiques depuis 2014.
Pierre Debeaux réalise également la maison Martin (1960-1962) à Castelnaudary, l’appartement Vessières (1967-1969) à Toulouse, la maison (1967-1969) Chanfreau à Toulouse, la maison Laclavetine, Les Issambres (1971-1972) à Roquebrune-sur-Argens, et la maison Pham Huu Chanh (1971-1972) à Clermont-le-Fort. Les projets de maison Mingaud (1968) à Limoux et Marty (1978) à Espéraza ne furent pas réalisés.
Pierre Debeaux obtient le 21 mai 1973 le prix Charles-Henri Besnard pour le nouveau type de charpente tri directionnelles de la Caserne Jacques Vion. Après la réalisation de ces deux charpentes, il se consacre essentiellement à la recherche et la création de structures auto-tendues ou tridimensionnelles. Entre 1967 et 1989, il dépose auprès de l’INPI 9 brevets portants sur des structures tridimensionnelles et structures dynamiques et 2 brevets portant sur des compas idoines.
Sollicité par son ami Denis Milhau, conservateur en chef du Musée des Augustins à Toulouse, Pierre Debeaux contribue artistiquement et scientifiquement à plusieurs expositions du musée. En 1965, il contribue à l’exposition Robert Le Ricolais – Structures spatiales et réalise une tour sur câbles de 18m de haut, inspirée d’une sculpture de Kenneth Snelson. En 1981, dans le cadre du réaménagement du musée et de la salle romane Viollet-le-Duc, il réalise cent supports de sculptures romanes. En 1982, il réalise les supports de treize sculptures de Nicolas Bachelier issues de l’ancien clocher de la Dalbade. En 1992, Pierre Debeaux expose ses propres structures tridimensionnelles auto-portantes,.

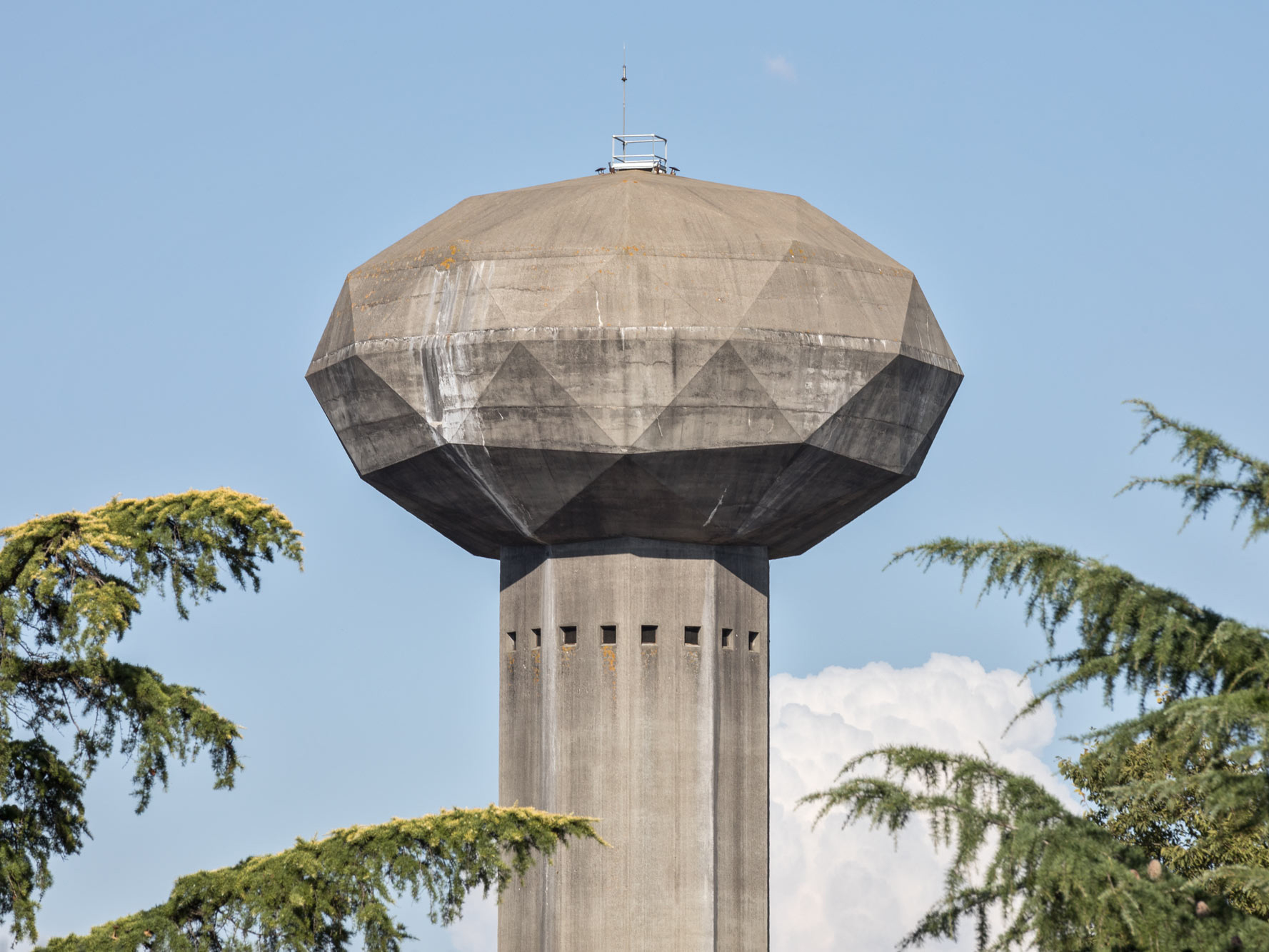
Château d'eau de l'hôpital Marchant, Pierre Debeaux architecte 1963
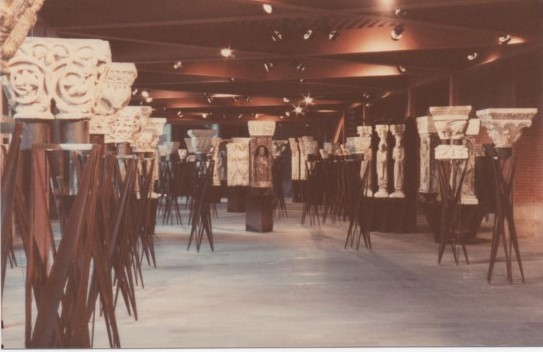
Salle romane du musée des Augustins de Toulouse en 1980, aménagée alors par Pierre Debeaux.
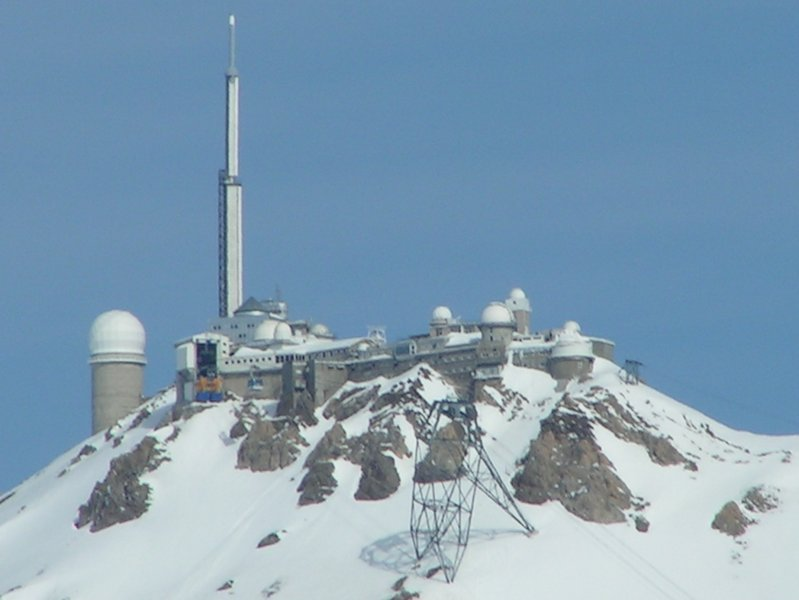
Observatoire du pic du Midi de Bigorre

## Expositions
- «Pierre Debeaux» du 24 mai au 11 octobre 2003, Centre méridional de l'architecture et de la ville[2]

## Galerie d'images

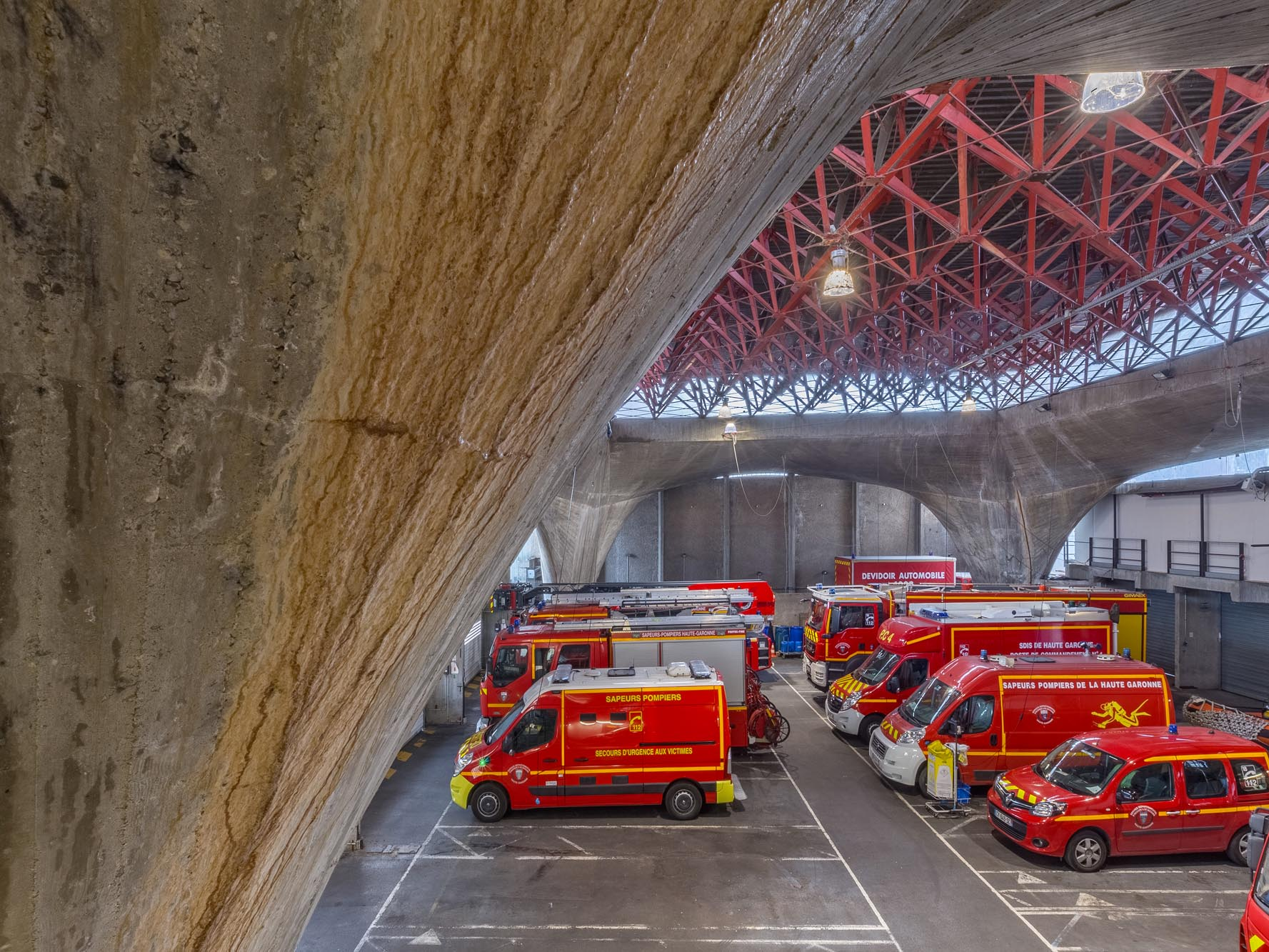
Caserne Vion, grande halle (garage des véhicules de secours)
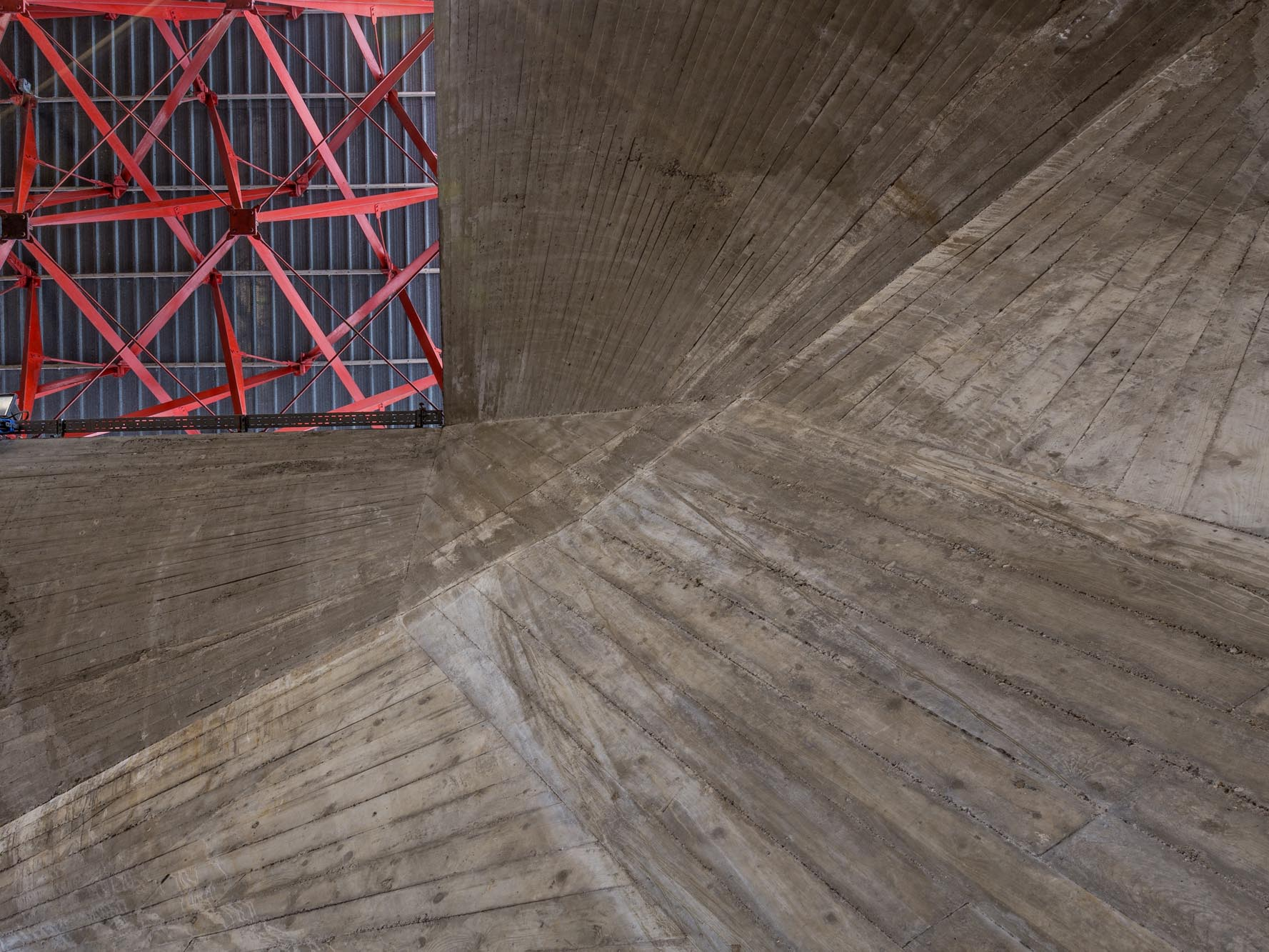
Caserne Vion, détail du béton et de la nappe métallique tridimensionnelle (grande halle)
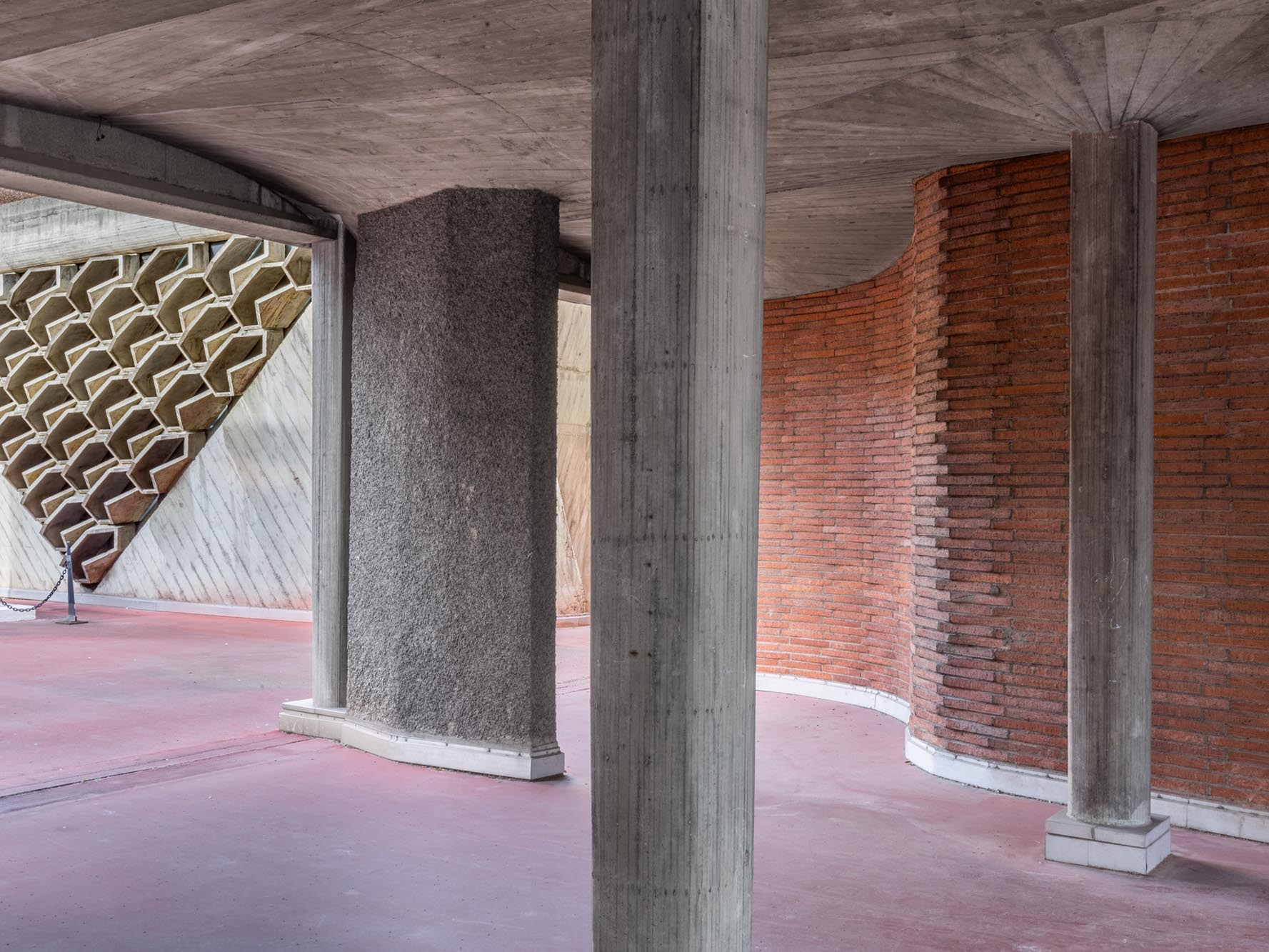
Caserne Vion, détail des piliers et des éléments préfabriqués de l'extérieur de l'auditorium (entrée de la caserne)
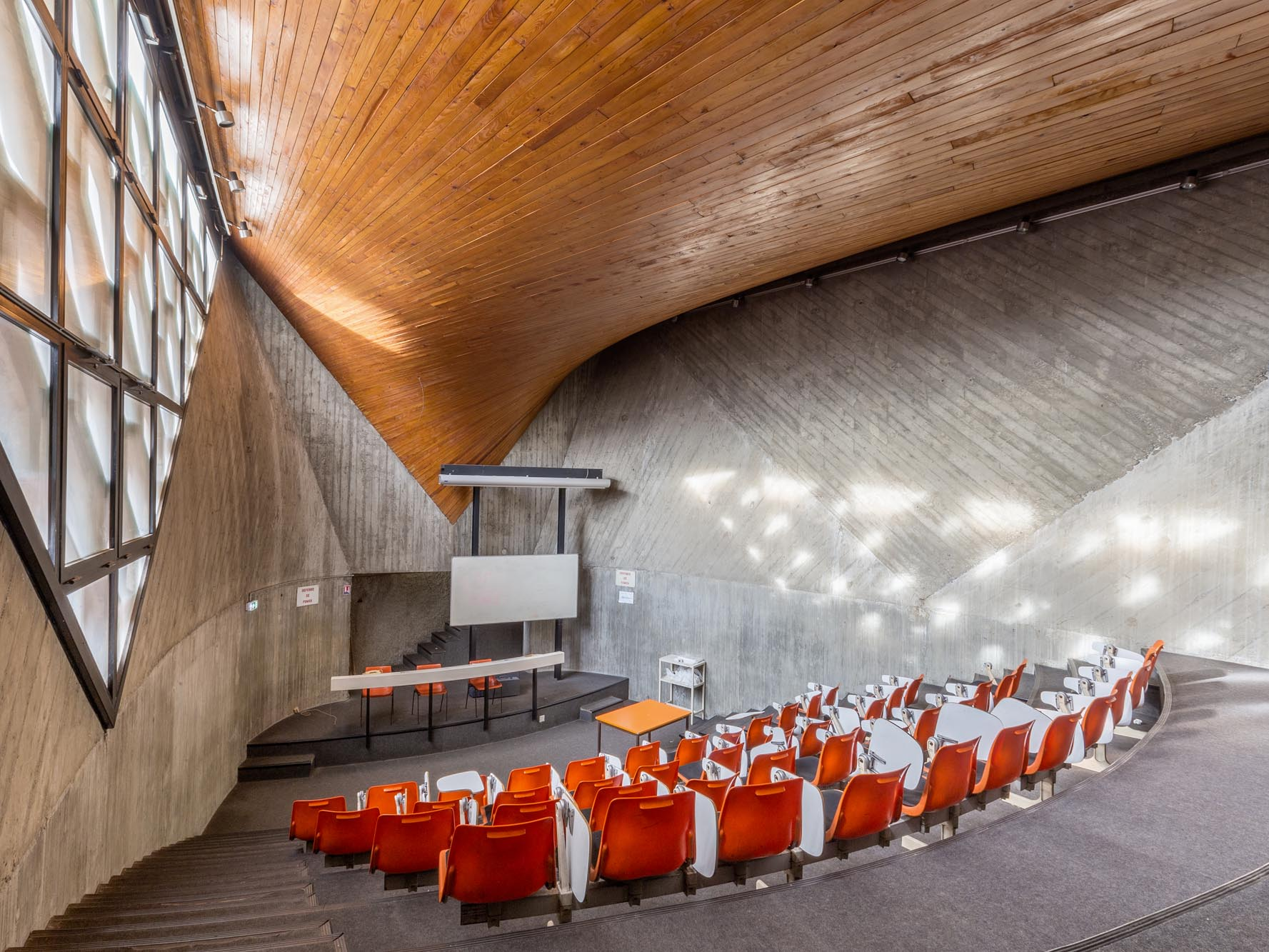
Caserne Vion, auditorium
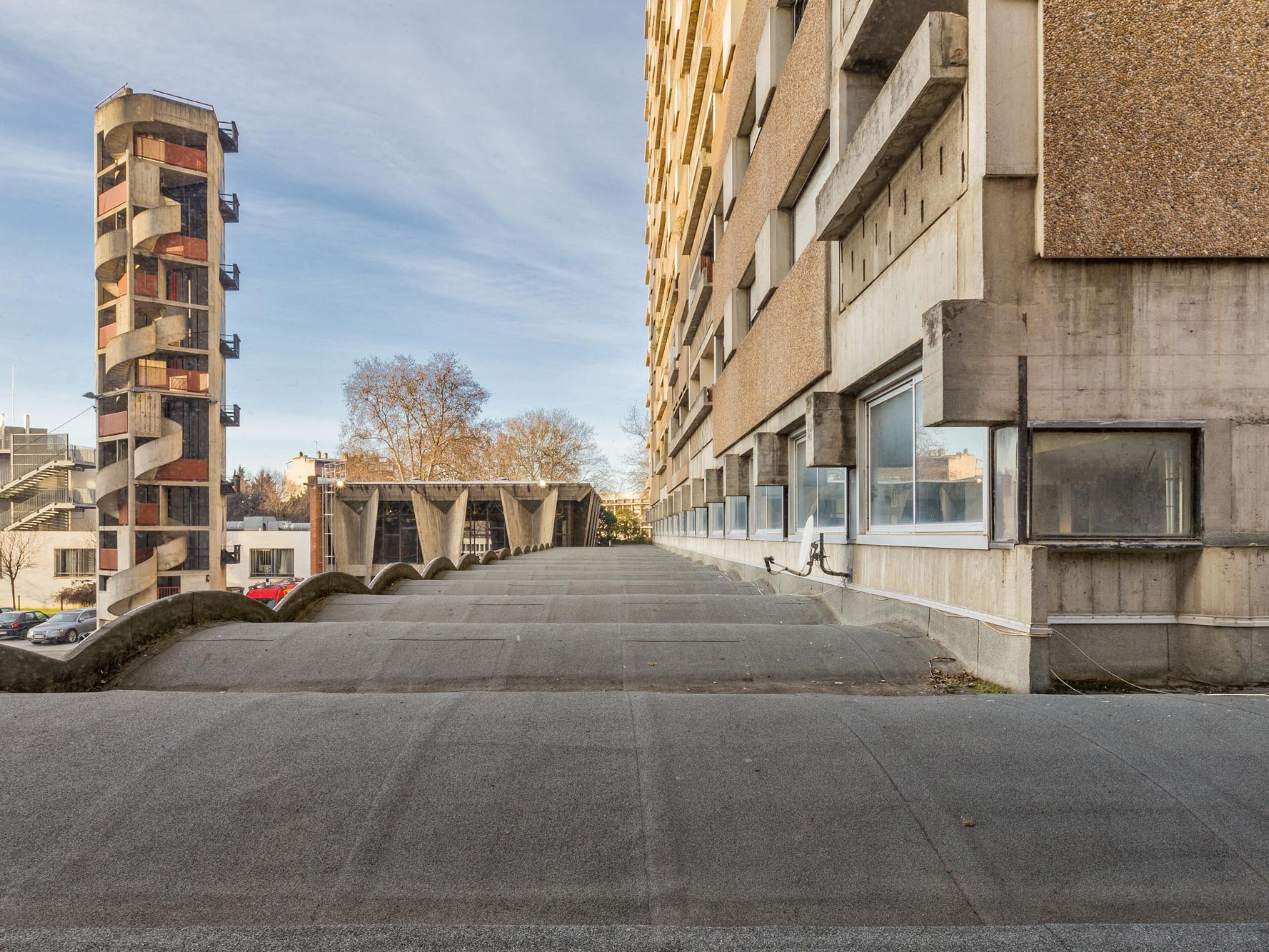
Caserne Vion, tour de manœuvre et de séchage pentagonale, logements